# Шимановски, Александр (футболист)
Александр Шимановски (исп. Alexander Szymanowski; род. 13 октября 1988, Буэнос-Айрес) — аргентинский футболист, вингер итальянского клуба «Вибонезе».
Сестра Александра — Марианела, также профессиональная футболистка.

## Клубная карьера
Шимановски — воспитанник клуба «Феррокарриль Оэсте». В 2000 году он переехал в Испанию и попал в академию «Атлетико Мадрид». Через два года Александр был отчислен и набирался опыта в молодёжных командах клубов «Унион Абарве», «Райо Махадаондо», «Леонес де Кастилья» и «Алькобендас». В 2007 году он подписал свой первый контракт с клубом «Сан-Себастьян-де-лос-Рейес». До 2012 года Шимановски выступал за команды низших дивизионов «Антекера» и «Алькала». Летом 2012 года Александр подписал контракт с «Рекреативо». 25 августа в матче против «Мирандес» он дебютировал в Сегунде. 14 октября в поединке против «Жироны» Шимановски забил свой первый гол за «Рекреативо».
Летом 2013 года Александр на правах аренды перешёл в датский «Брондбю». 15 сентября в матче против «Оденсе» он дебютировал в датской Суперлиге. 28 сентября в поединке против «Копенгагена» Шимановски сделал «дубль», забив свои первые голы за «Брондбю». По окончании аренды датчане выкупили трансфер Александра.
Летом 2015 года на правах свободного агента Шимановски вернулся в Испанию, подписав контракт с клубом «Леганес». 23 августа в матче против «Альмерии» он дебютировал за новую команду. 29 августа в поединке против «Кордовы» Александр забил свой первый гол за «Леганес». По итогам сезона Шимановски забил 12 мячей, став лучшим бомбардиром и команды и помог ей выйти в элиту. 27 августа 2016 года в матче против «Атлетико Мадрид» он дебютировал в Ла Лиге. 25 сентября в поединке против «Валенсии» Александр забил свой первый гол за на высшем уровне в Испании.